# Konvaljens avsked
Konvaljens avsked är en svensk visa av Otto Lindwall.
Musikfanjunkaren Lindwall vid Hälsinge regemente hade länge haft idén till den melodi som han en höstkväll utformade i militärskolans repetitionslokal i Mohed. Runtomkring honom spelade hans musikerkamrater. Själv lekte han på sin klarinett och skrev ut noterna. Texten skrevs av hans far Olof David Lindwall (1849-1930) som var skollärare och organist i Ockelbo. Konvaljens avsked sjöngs första gången 1904 av en kör i Ovansjö kyrka där kompositörens bror Emil Lindwall var organist. Den publicerades 1905 och de tidigaste skivinspelningarna kom 1919. Operasångaren Torsten Vilhelm Lennartsson stod för den första vokala inspelningen.
Visan början med orden:
Ljuva susande milda västanvind...